# Misjonarze Świętej Rodziny

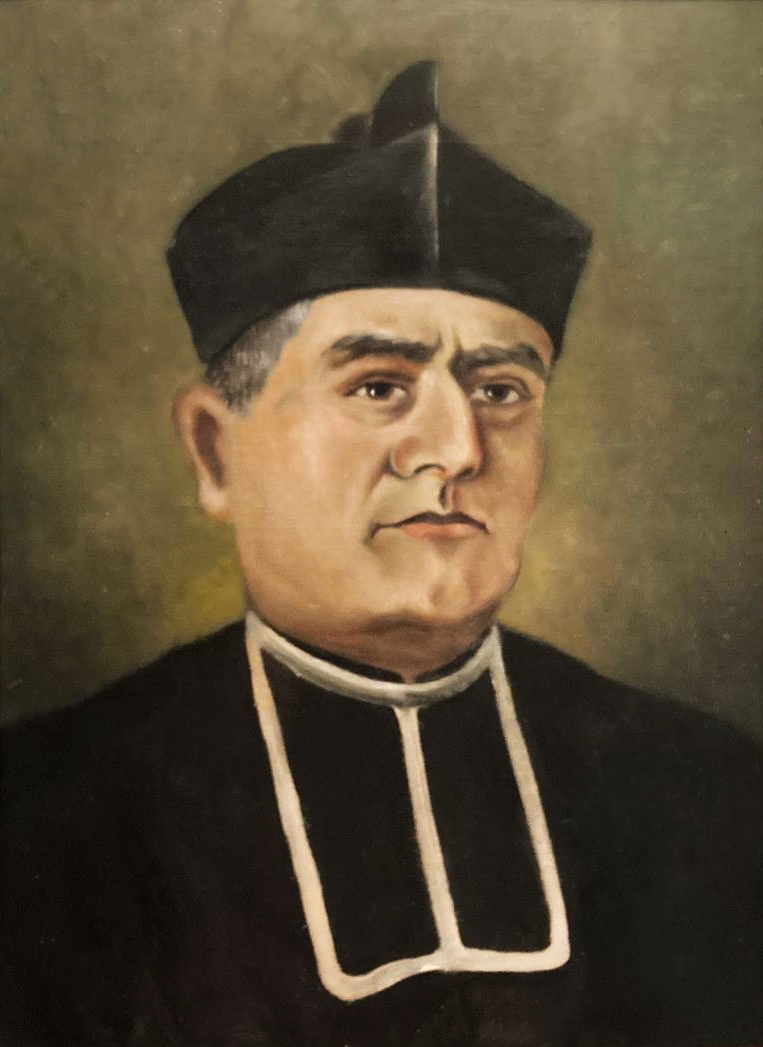
Czcigodny Sługa Boży ks. Jan Berthier – założyciel zgromadzenia

Zgromadzenie Misjonarzy Świętej Rodziny (łac. Congregatio Missionariorum a Sacra Familia; MSF) – zgromadzenie zakonne założone w 1895 roku przez ks. Jana Berthiera w Grave (Holandia), a zatwierdzone w 1911 roku przez papieża Piusa X.
Misjonarze Świętej Rodziny, w odpowiedzi na współczesne potrzeby Kościoła, podejmują różnorakie posługi duszpasterskie, mieszczące się w trzech głównych zadaniach zgromadzenia, jakimi są troska o rodziny, powołania, i misje.
Ks. Berthier wybrał dla swoich misjonarzy jako wzór życia Świętą Rodzinę z Nazaretu. Patronką zgromadzenia jest Matka Boża Pojednawczyni Grzeszników.

## Historia
Pierwszy dom zakonny powstał na terenie byłych koszar wojskowych w Grave, w Holandii. Ważnym momentem dla kształtującej się wspólnoty były pierwsze śluby zakonne, które złożyło 6 nowicjuszy (1900). Trzech z nich przyjęło święcenia kapłańskie w 1905 r. i byli pierwszymi kapłanami w Zgromadzeniu MSF, które 75 lat później liczyło już 1039 członków. Pierwsi misjonarze wyjechali do Brazylii w 1910 roku. W tym samym roku powstał w Belgii pierwszy dom zakonny poza Holandią, a w 1936 roku podzielono zgromadzenie na prowincje. Generał zgromadzenia, ks. Antoni Trampe MSF w 1937 roku założył żeńskie Zgromadzenie Sióstr Misjonarek Adoratorek Świętej Rodziny. Dzisiaj misjonarze Świętej Rodziny działają w wielu krajach na wszystkich kontynentach. 

### W Polsce
Pierwszym Polakiem misjonarzem Świętej Rodziny był ks. Antoni Kuczera. Zainicjował on zgromadzenie na ziemiach polskich i był pierwszym polskim prowincjałem. Początki polskiej prowincji sięgają 24 lutego 1921 roku, kiedy to erygowano pierwszy dom zakonny w Wieluniu i Kazimierzu Biskupim, a dwa lata później w Górce Klasztornej. Kolejne powstały w Kruszewie (1930), Bąblinie k. Obornik (1935) i Wielkim Klinczu k. Kościerzyny (1938). Obecnie polska prowincja MSF posiada 19 domów zakonnych: Bąblin, Ciechocinek, Gliwice, Górka Klasztorna, Kazimierz Biskupi, Poznań (dom prowincjalny), Rzeszów, Szczytna, Otwock-Świder, Wielki Klincz (nowicjat MSF), Złotów, Przydroże Wielkie, Ścinawa Mała, Żernica, Długopole. Wyższe Seminarium Duchowne oraz Postulat i Juniorat Braci Zakonnych Misjonarzy Świętej Rodziny ma swoją siedzibę w XVI-wiecznym pobernardyńskim klasztorze w Kazimierzu Biskupim k. Konina. Obecnie prowincjałem polskiej prowincji MSF jest ks. dr Piotr Jacek Krupa MSF.

## Działalność misyjna
Jan Berthier MS jako główny cel instytutu wyznaczył misje i pozyskiwanie nowych duchownych. Dostrzegał wielki brak kapłanów na terenach misyjnych. Misjonarze Świętej Rodziny pracują w 15 prowincjach zakonnych na wszystkich kontynentach świata, począwszy od Norwegii przez Niemcy, Francję, Hiszpanię, Szwajcarię, Holandię, Białoruś, USA, Kanadę, Chile, Brazylię, Argentynę, Madagaskar, Papuę-Nową Gwineę, Indonezję (na wyspach Jawa i Kalimantan) po Polskę.

## Strój zgromadzenia

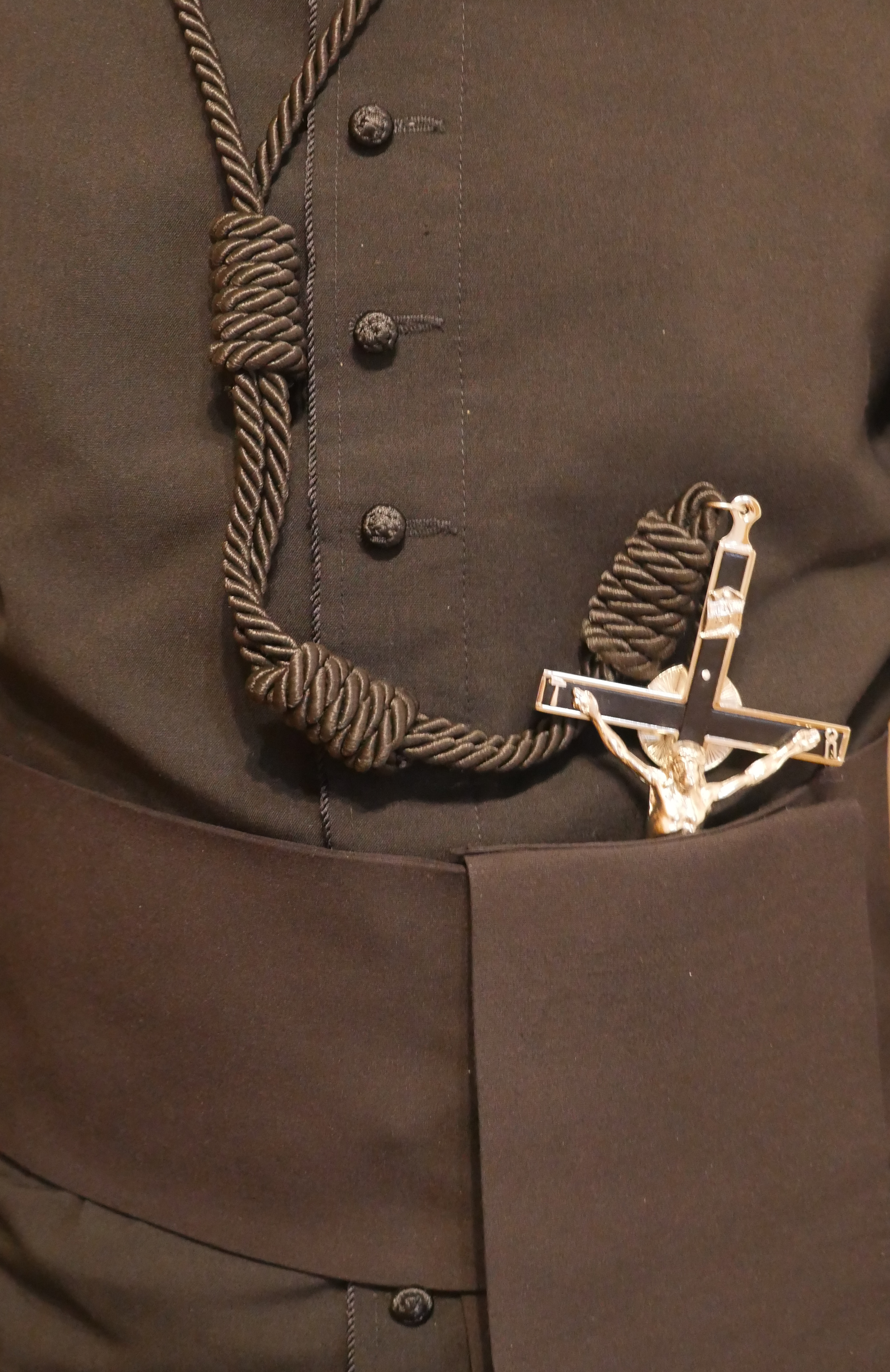
Charakterystyczne elementy stroju zakonnego - pas i krzyż misyjny

Na ubiór misjonarzy Świętej Rodziny składają się czarna lub biała (w krajach misyjnych) sutanna oraz czarny, szeroki pas. Po przyjęciu ślubów wieczystych noszą wetknięty za pas krzyż z wizerunkiem Świętej Rodziny, na którego prawym ramieniu znajduje się młot, a na lewym – obcęgi. Na czas nowicjatu otrzymują koszule kapłańską.

## Duchowość i charyzmat
Jako wzór do naśladowania ks. Jan Berthier ukazał swoim uczniom Świętą Rodzinę z Nazaretu, ukazywał ją jako wzór dla zakonników i rodzin chrześcijańskich, idąc za nauczaniem papieża Leona XIII, który w dokumencie Neminem fugit z 14 czerwca 1892 r. ogłosił Świętą Rodzinę patronką i wzorem rodziny chrześcijańskiej. Patronką zgromadzenia jest Matka Boża z La Salette. Charyzmatem zgromadzenia jest troska o rodzinę, misje, powołania.

## Galeria

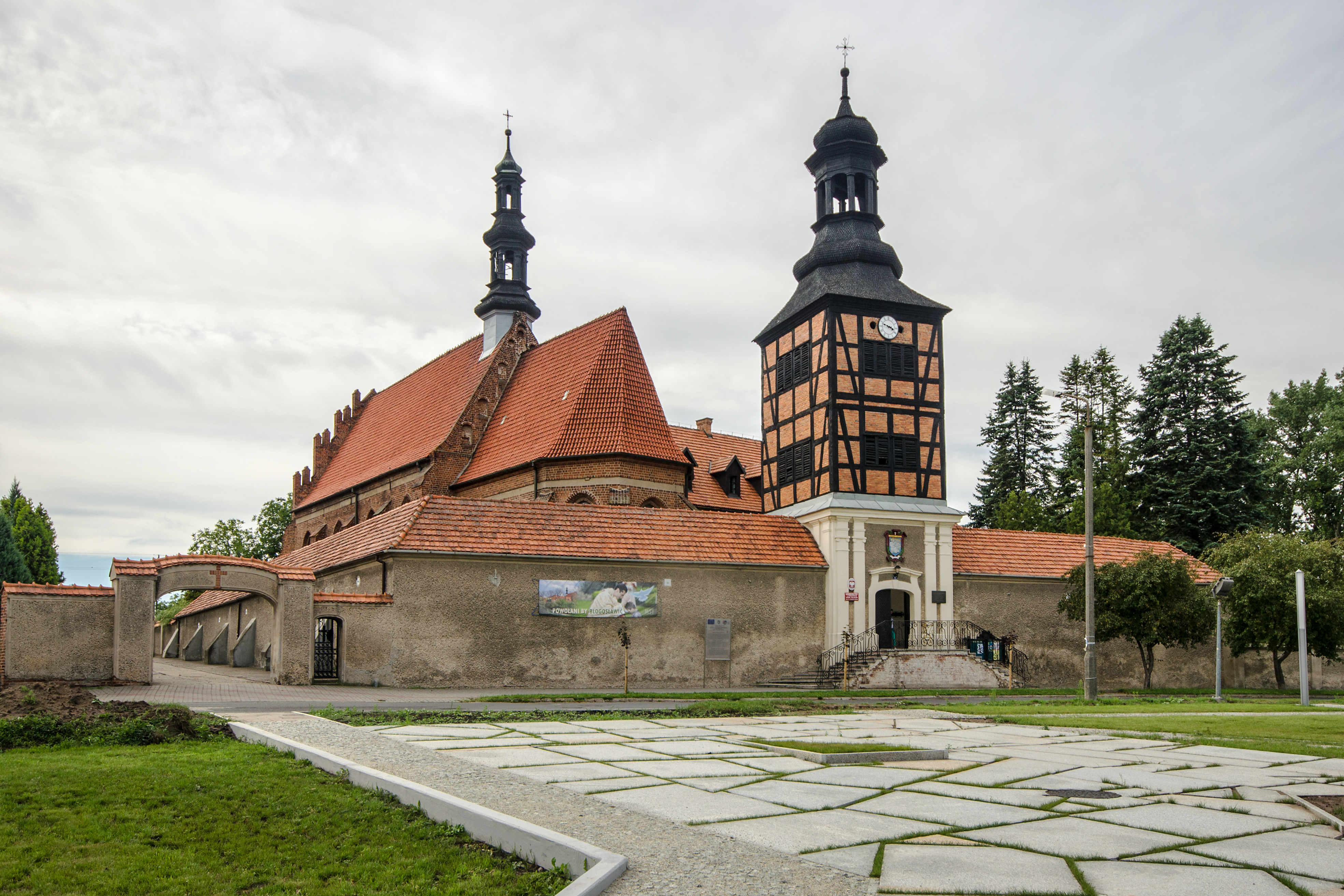
Wyższe Seminarium Duchowne w Kazimierzu Biskupim
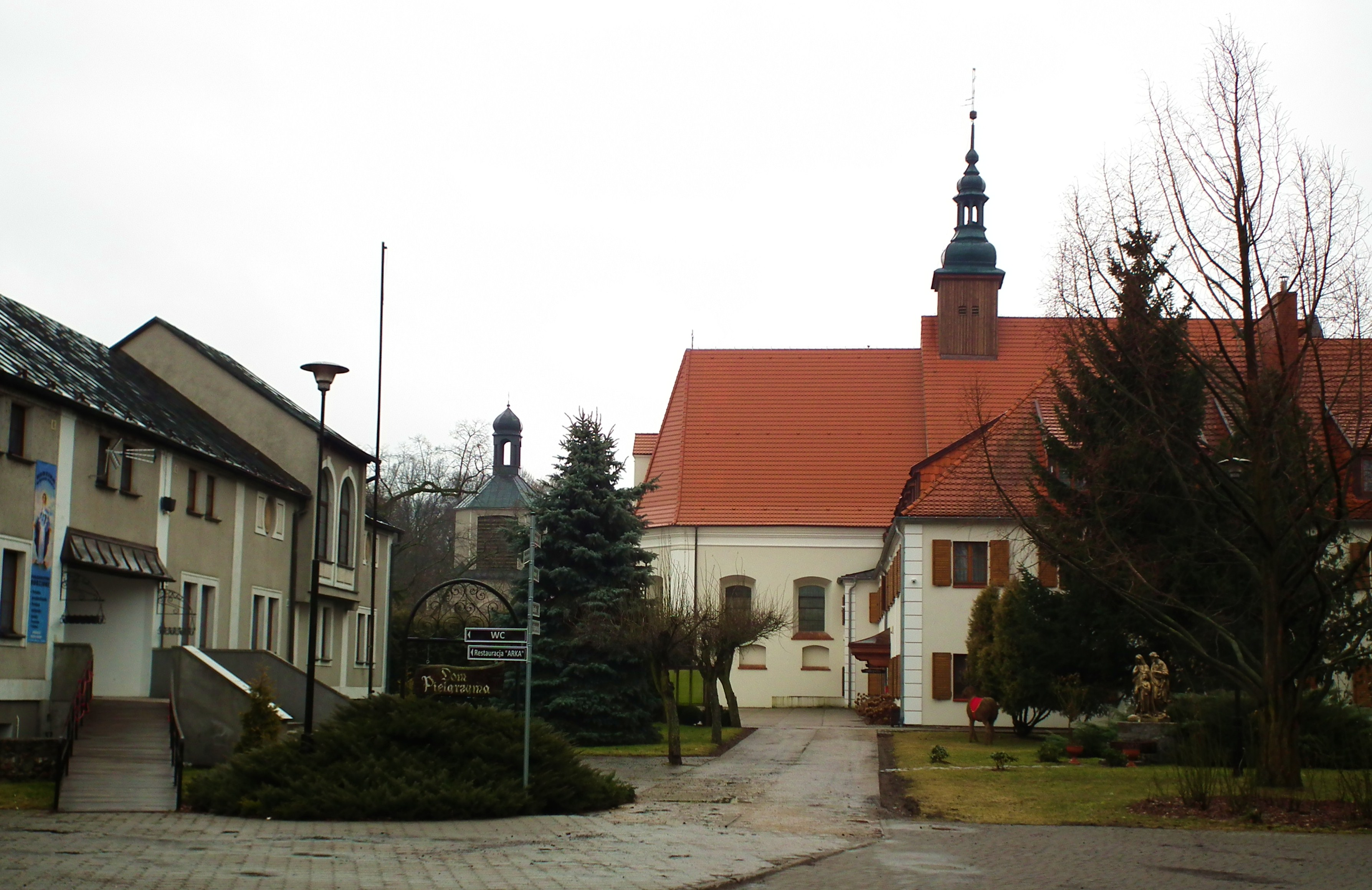
Sanktuarium Maryjne w Górce Klasztornej
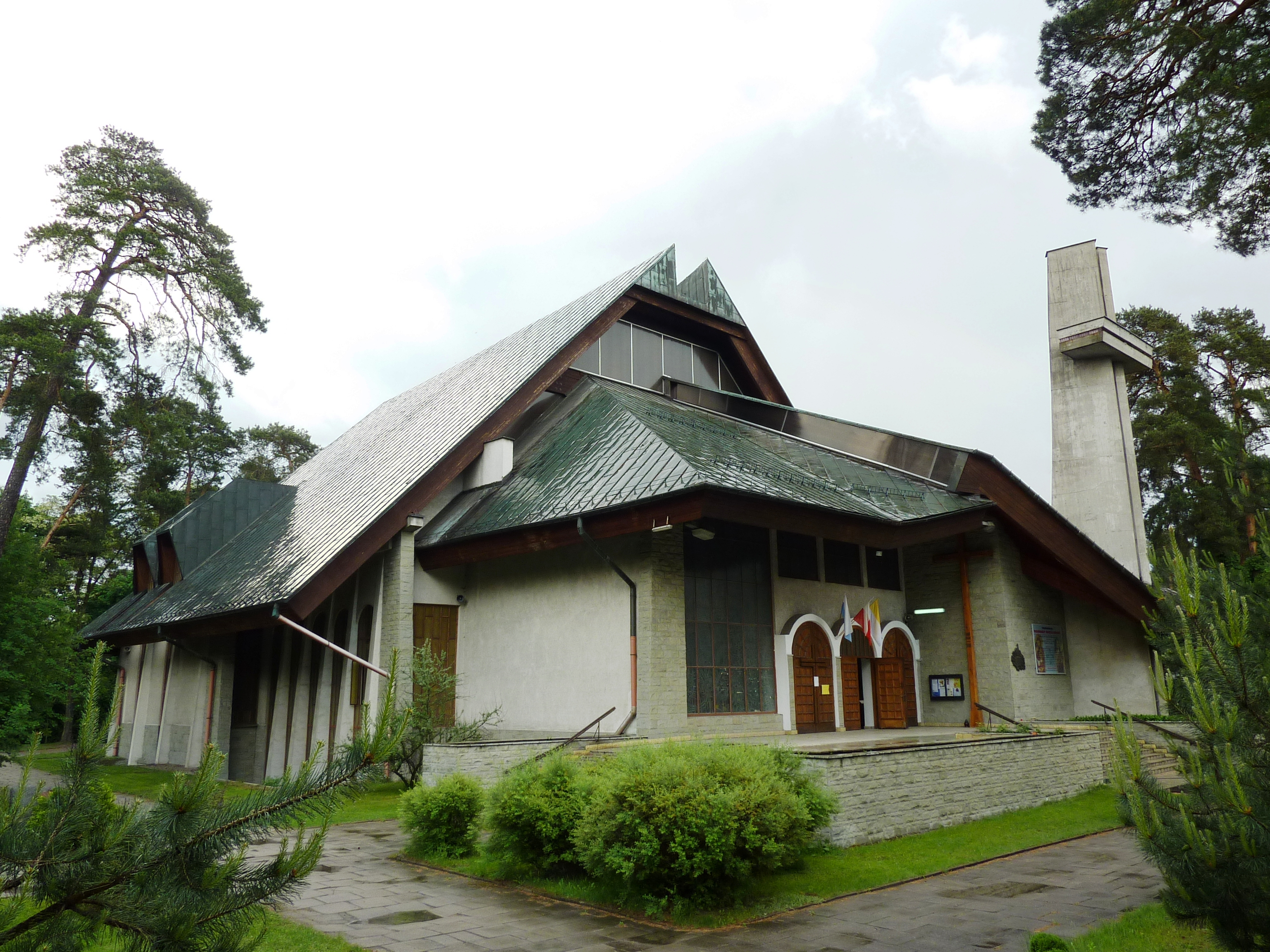
Sanktuarium św. Teresy od Dzieciątka Jezus w Otwocku-Świdrze
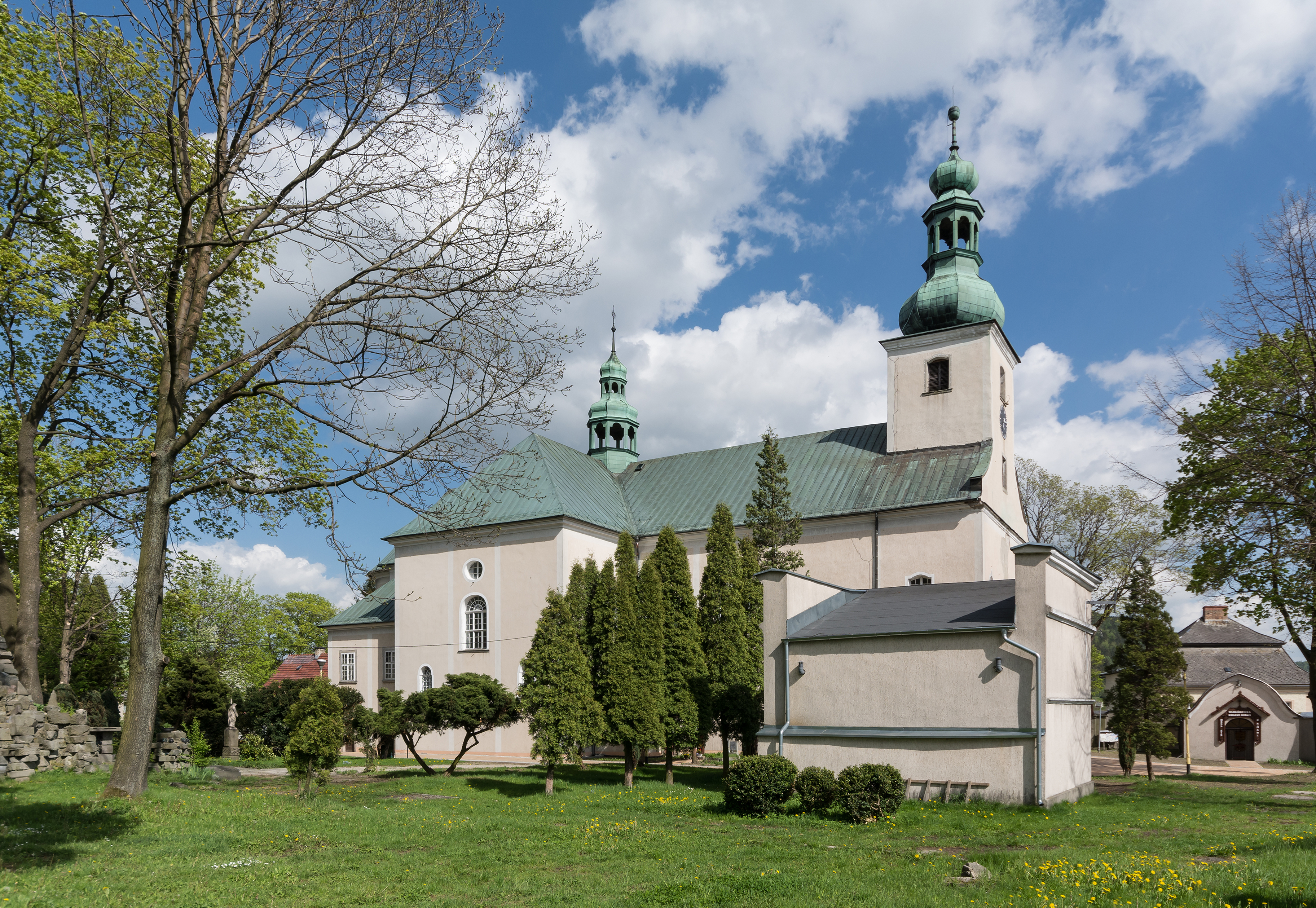
Kościół św. Jana Chrzciciela w Szczytnej
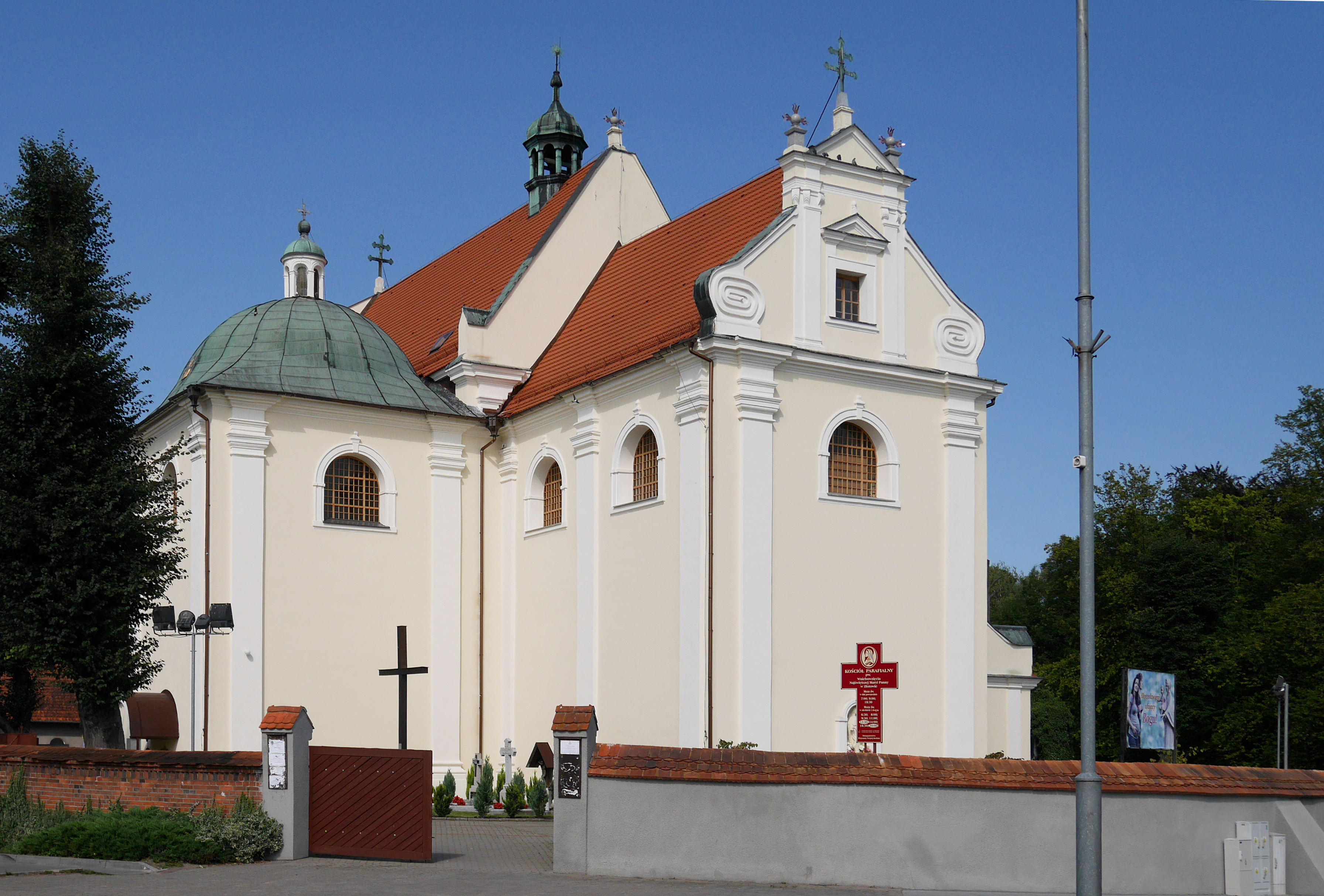
Kościół Wniebowzięcia NMP w Złotowie
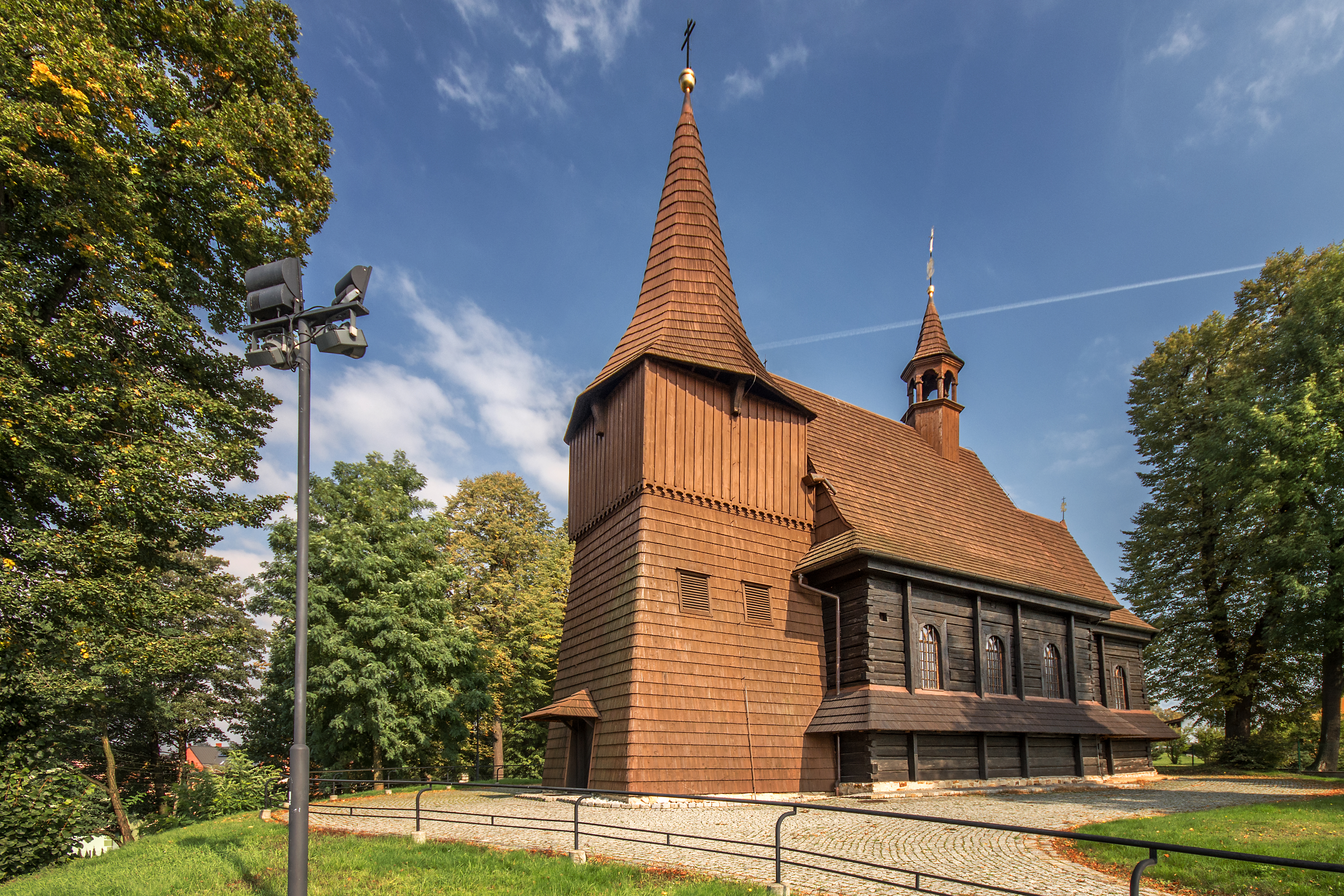
Kościół św. Michała Archanioła w Żernicy
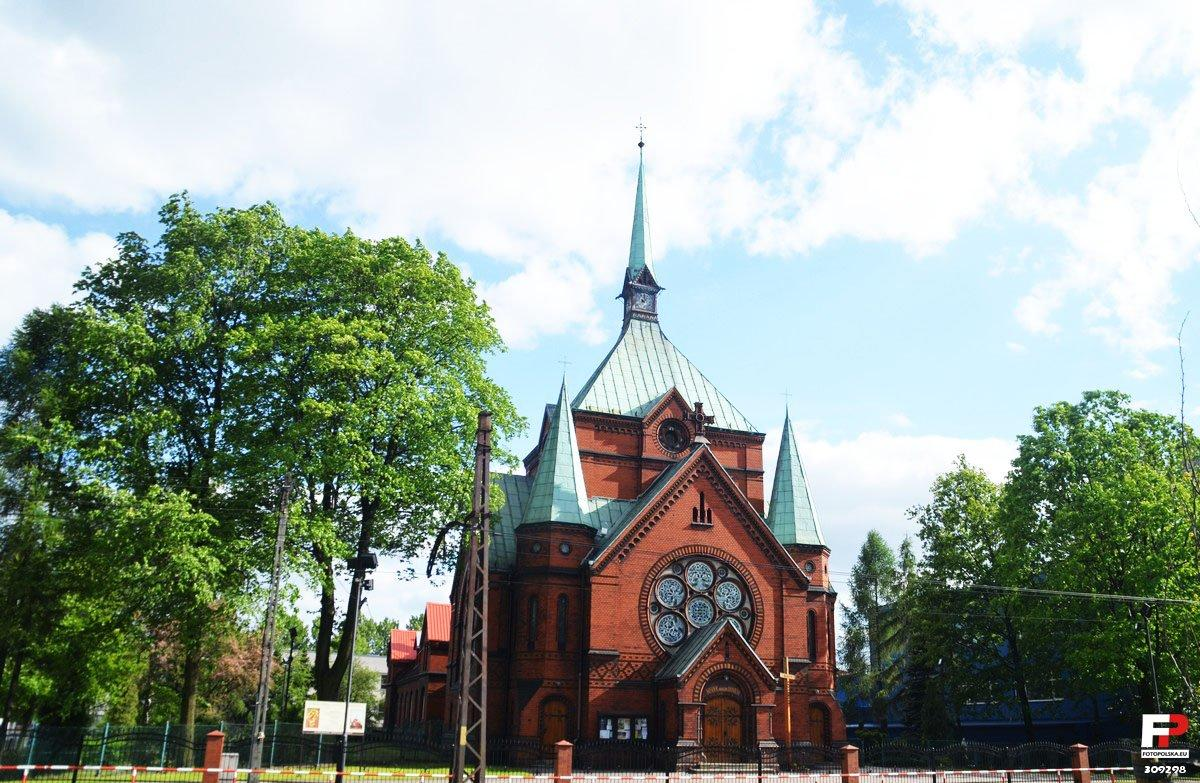
Kościół Świętej Rodziny w Gliwicach
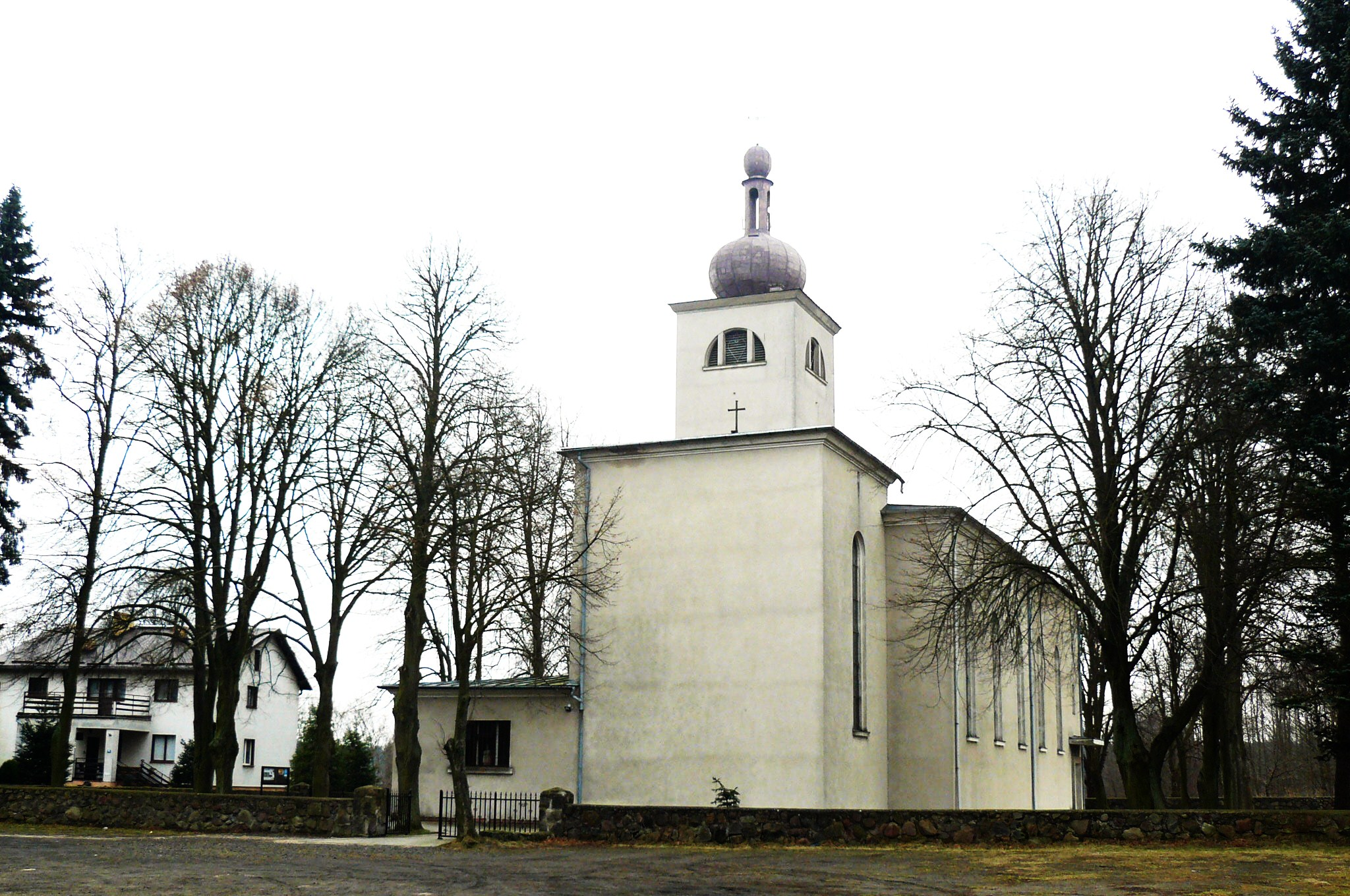
Kościół NSPJ i św. Anny w Kiszewie
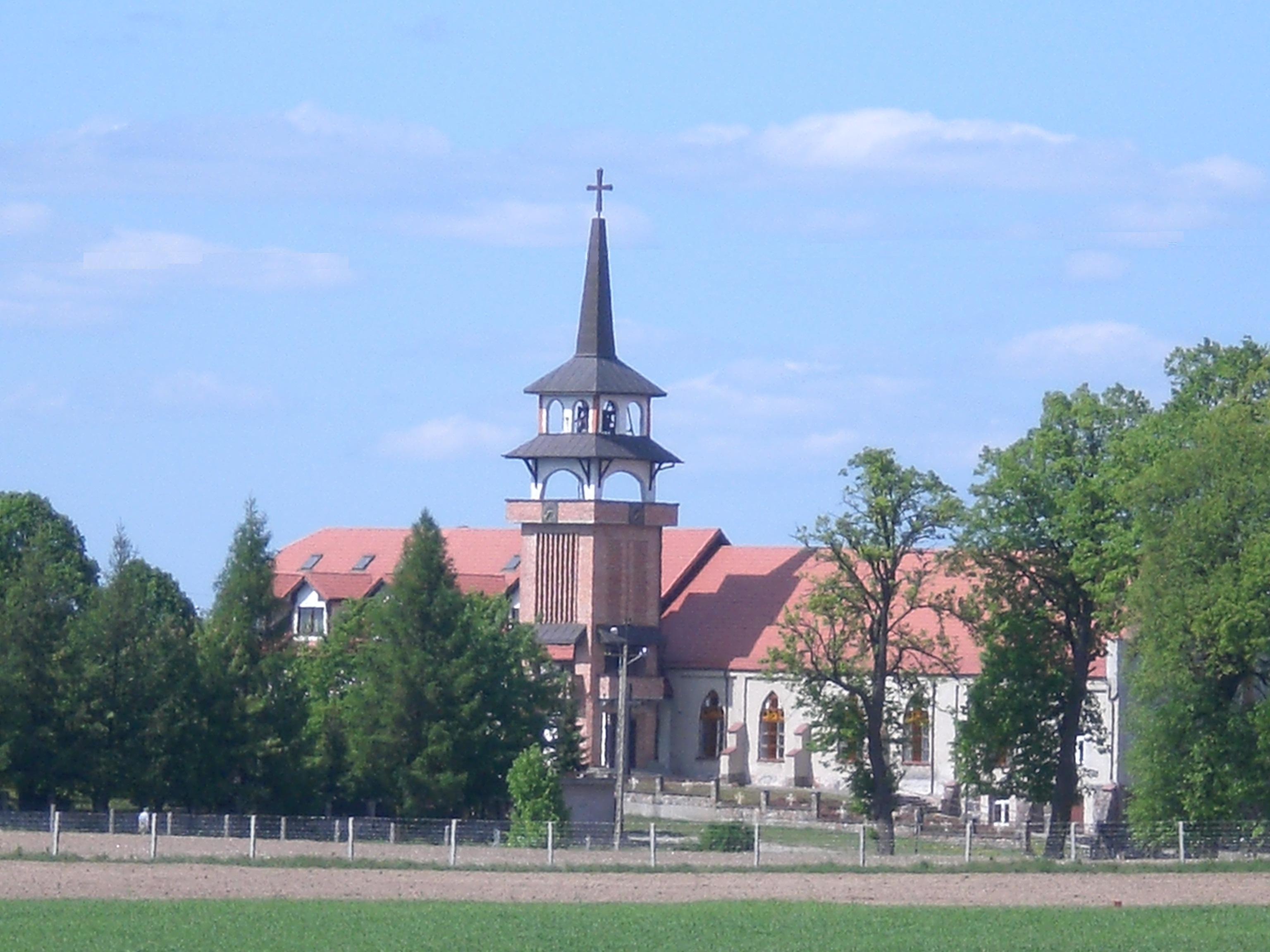
Kościół Świętej Rodziny w Wielkim Klinczu
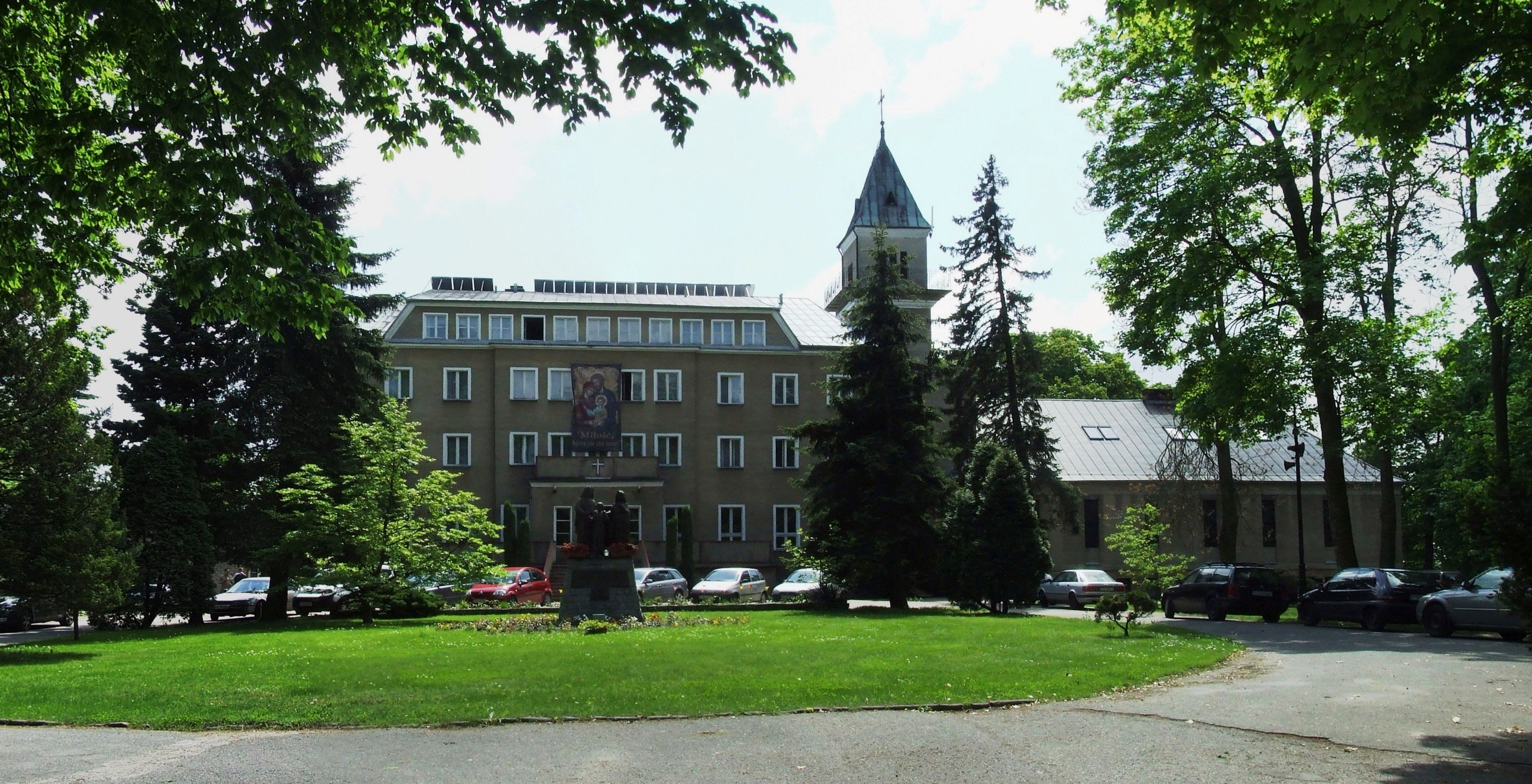
Dom rekolekcyjny w Bąblinie
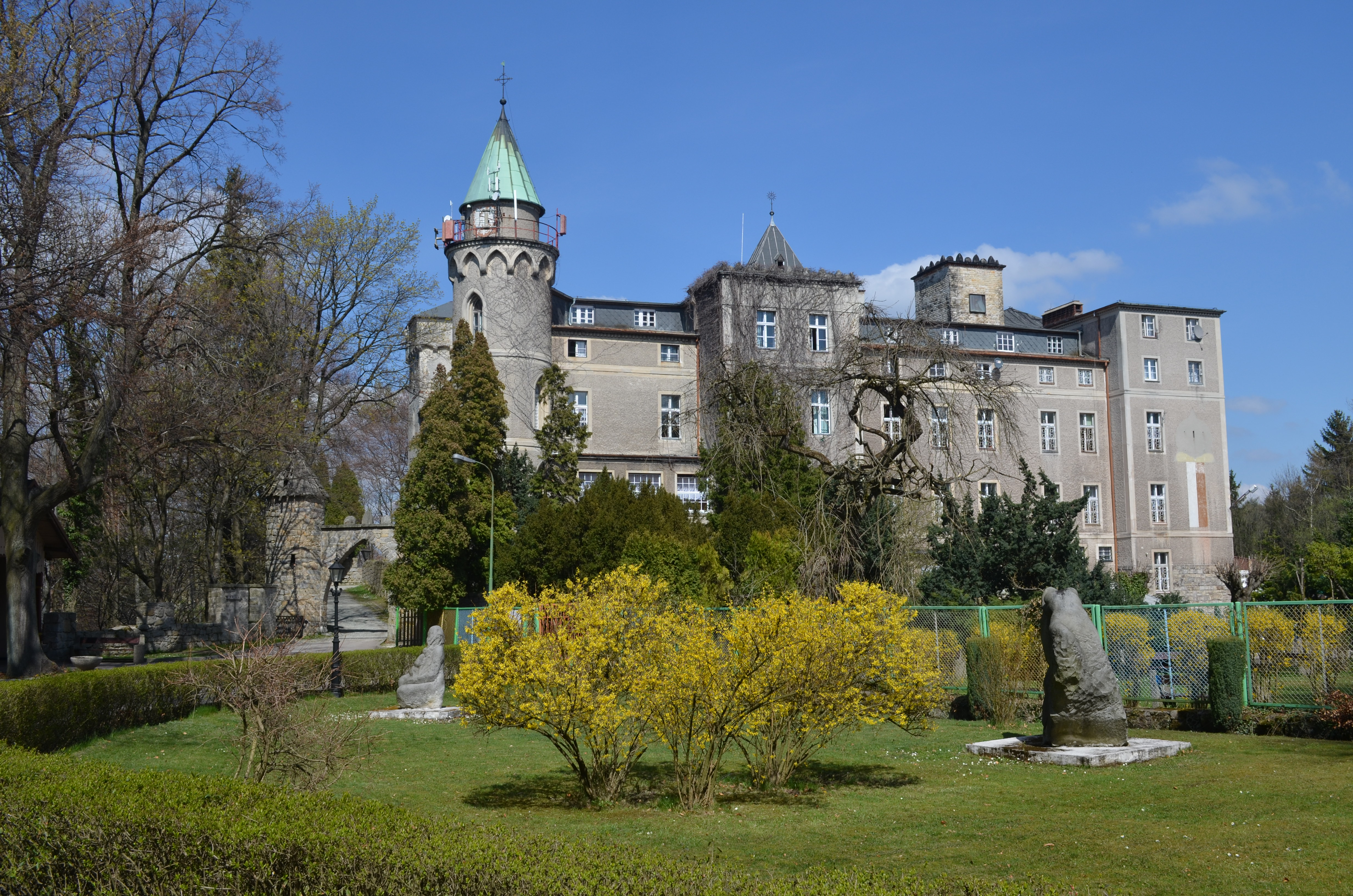
Zamek Leśna na Szczytniku
Logo zgromadzenia